# Nuvola
Nuvola (Italiaans voor wolk) is een vrije icoonset die verspreid wordt onder de GNU LGPL 2.1-licentie. De icoonset werd ontwikkeld door David Vignoni. Oorspronkelijk was de set gemaakt voor desktopomgevingen zoals KDE en GNOME, maar is ook verkrijgbaar in pakketten voor Windows en Mac. De definitieve versie is 1.0 en bevat bijna 600 icoontjes. De standaardset bevat afbeeldingen in PNG-formaat, maar er is ook een SVG-versie beschikbaar.
De applicatie-iconen representeren in het bijzonder op kleurrijke wijze een breed scala van alledaagse en gemakkelijk herkenbare objecten. De meeste iconen zijn blauw, maar er zijn ook andere kleuren aanwezig.

## Gebruik
Behalve KDE en GNOME wordt Nuvola ook gebruikt door de instant messenger Pidgin, de mediaspeler Amarok en de wachtwoordbeheerder KeePass. Nuvola is de default icoonset op Linuxdistributie OpenLab GNU/Linux. De Nuvola-icoonset wordt ook voor vele doeleinden gebruikt op Wikimedia-projecten.

## Voorbeelden van iconen

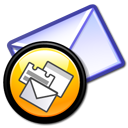
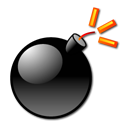
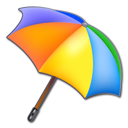
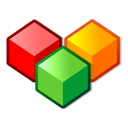
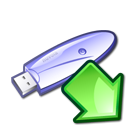
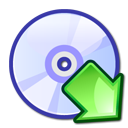
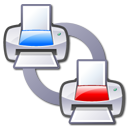
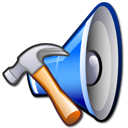
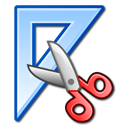
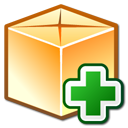
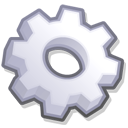
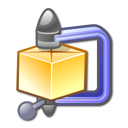
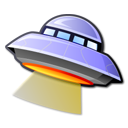
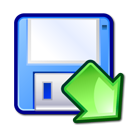
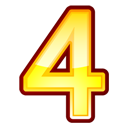
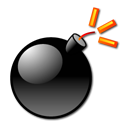
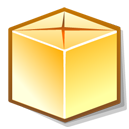
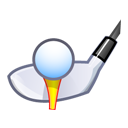
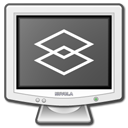
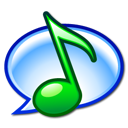
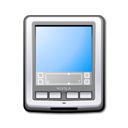